# Consejo de Estado del Perú
El Consejo de Estado es la denominación no oficial que se le otorga a la reunión de los titulares de los poderes Ejecutivo, Legislativo y Judicial en el Perú.[cita requerida] De la misma manera, participan de las reuniones los representantes de los organismos autónomos como el Tribunal Constitucional, la Defensoría del Pueblo, la Junta Nacional de Justicia, el Ministerio Público, el Jurado Nacional de Elecciones y la Contraloría General de la República.[cita requerida]

## Historia
En julio de 2004, el presidente del Congreso, Ántero Flores-Aráoz le propuso al presidente Alejandro Toledo crear un Consejo de Estado, en el que los titulares los Poderes se reúnan cada mes para coordinar acciones y ayudar en la delicada tarea de manejar el Estado en armonía con el interés de todos los peruanos. El presidente Toledo aceptó la propuesta luego de recibir a la Mesa Directiva del Congreso en Palacio de Gobierno. Flores-Aráoz describió la iniciativa de la siguiente manera:

El hecho de tener coincidencias y discrepancias no nos hace enemigos. Todos tenemos por norte al Perú, y el Presidente de la República ha aceptado esta sugerencia que hice para tener una entidad similar a un Consejo de Estado, como sucede en otros países. Es decir, un organismo en el que nos podamos reunir los tres presidentes de los poderes del Estado para efectuar coordinaciones, ayudar en el manejo del Estado, sin perjuicio de la autonomía e independencia que tiene cada poder del Estado
Ántero Flores-Aráoz

En agosto de 2004, comenzaron las reuniones de los titulares del Ejecutivo, Legislativo y Judicial.
En enero de 2005 se sumó a la reunión el presidente del Tribunal Constitucional, para analizar la situación del país debido al Andahuaylazo.
Las reuniones se retomaron en 2014, en el gobierno de Ollanta Humala.

## Proyectos de formalización
En el año 2006, Ántero Flores-Aráoz, siendo presidente de la Comisión de Constitución y Reglamento del Congreso, propuso el proyecto de ley para crear el Consejo de Estado o Consejo de Coordinación del Estado justificado como un espacio para que los titulares de los Poderes del Estado se reúnan para tratar los asuntos que interesen a la Nación, en el que se preserve sus autonomías y el respeto del principio de separación de poderes.

## Lista de reuniones
El Consejo de Estado solo se ha reunido bajo las presidencias de Alejandro Toledo (cuatro veces entre 2004 y 2005), Ollanta Humala (siete veces entre 2014 y 2015), Pedro Pablo Kuczynski (una vez en 2016), Martín Vizcarra (ocho veces, una en 2018 y siete en 2020) y Francisco Sagasti (diez veces entre 2020 y 2021).
| Presidente            | Fecha                    | Asistentes | Tema                                                               |
| --------------------- | ------------------------ | --- | ------------------------------------------------------------------ |
| Alejandro Toledo      | 31 de agosto de 2004     | Ántero Flores-Aráoz, presidente del Congreso Hugo Sivina Hurtado, presidente del Poder Judicial | Coordinación.                                                      |
| Alejandro Toledo      | septiembre de 2004       | Ántero Flores-Aráoz, presidente del Congreso Hugo Sivina Hurtado, presidente del Poder Judicial |                                                                    |
| Alejandro Toledo      | 27 de octubre de 2004    | Ántero Flores-Aráoz, presidente del Congreso Hugo Sivina Hurtado, presidente del Poder Judicial | Reforma Judicial.                                                  |
| Alejandro Toledo      | 1 de enero de 2005       | Ántero Flores-Aráoz, presidente del Congreso Hugo Sivina Hurtado, presidente del Poder Judicial Javier Alva Orlandini, presidente del Tribunal Constitucional Nelly Calderón, Fiscal de la Nación | Andahuaylazo.                                                      |
| Ollanta Humala        | 26 de marzo de 2014      | Fredy Otárola, presidente del Congreso Enrique Mendoza Ramírez, presidente del Poder Judicial Oscar Urviola, presidente del Tribunal Constitucional Fuad Khoury, contralor | Seguridad ciudadana.                                               |
| Ollanta Humala        | 19 de mayo de 2014       | Fredy Otárola, presidente del Congreso Enrique Mendoza Ramírez, presidente del Poder Judicial Oscar Urviola, presidente del Tribunal Constitucional Fuad Khoury, contralor Francisco Távara Córdova, presidente del Jurado de Elecciones                                                                                | Lucha contra la corrupción.                                        |
| Ollanta Humala        | 15 de septiembre de 2014 | Ana María Solórzano, presidenta del Congreso Enrique Mendoza Ramírez, presidente del Poder Judicial Carlos Ramos Heredia, fiscal de la Nación Fuad Khoury, contralor Francisco Távara Córdova, presidente del Jurado de Elecciones                                                                                      | Seguridad ciudadana.                                               |
| Ollanta Humala        | 20 de diciembre de 2014  | Ana María Solórzano, presidenta del Congreso Enrique Mendoza Ramírez, presidente del Poder Judicial Carlos Ramos Heredia, fiscal de la Nación Fuad Khoury, contralor Francisco Távara Córdova, presidente del Jurado de Elecciones                                                                                      | Seguridad, narcotráfico y minería ilegal.                          |
| Ollanta Humala        | 19 de febrero de 2015    | Víctor Ticona Postigo, presidente del Poder Judicial Oscar Urviola, presidente del Tribunal Constitucional Pablo Sánchez Velarde, fiscal de la Nación Fuad Khoury, contralor Francisco Távara Córdova, presidente del Jurado de Elecciones                                                                              | Denuncia de espionaje en la Marina de Guerra.                      |
| Ollanta Humala        | 2 de septiembre de 2015  | Luis Iberico, presidente del Congreso Víctor Ticona Postigo, presidente del Poder Judicial Oscar Urviola, presidente del Tribunal Constitucional Pablo Sánchez Velarde, fiscal de la Nación Fuad Khoury, contralor Francisco Távara Córdova, presidente del Jurado de Elecciones                                        |                                                                    |
| Ollanta Humala        | 22 de diciembre de 2015  | Luis Iberico, presidente del Congreso Víctor Ticona Postigo, presidente del Poder Judicial Pablo Sánchez Velarde, fiscal de la Nación Fuad Khoury, contralor | Declaratoria de Estado de Emergencia en Callao.                    |
| Pedro Pablo Kuczynski | 21 de octubre de 2016    | Víctor Ticona Postigo, presidente del Poder Judicial Pablo Sánchez Velarde, fiscal de la Nación | Lucha contra la corrupción.                                        |
| Martín Vizcarra       | 9 de julio de 2018       | Luis Galarreta Velarde, presidente del Congreso Duberlí Rodríguez Tineo, presidente del Poder Judicial Ernesto Blume, presidente del Tribunal Constitucional Pablo Sánchez Velarde, fiscal de la Nación | Escándalo de corrupción en el Consejo Nacional de la Magistratura. |
| Martín Vizcarra       | 12 de marzo de 2020      | Mónica Saavedra, presidenta de la Junta Preparatoria del Congreso José Lecaros, presidente del Poder Judicial Marianella Ledesma, presidenta del Tribunal Constitucional Zoraida Ávalos, fiscal de la Nación Walter Gutiérrez, defensor del Pueblo                                                                      | Acciones contra la pandemia de la COVID-19.                        |
| Martín Vizcarra       | 16 de marzo de 2020      | José Lecaros, presidente del Poder Judicial Marianella Ledesma, presidenta del Tribunal Constitucional Zoraida Ávalos, fiscal de la Nación Walter Gutiérrez, defensor del Pueblo Nelson Shack, contralor | Acciones contra la pandemia de la COVID-19.                        |
| Martín Vizcarra       | 23 de marzo de 2020      | Manuel Merino de Lama, presidente del Congreso José Lecaros, presidente del Poder Judicial Marianella Ledesma, presidenta del Tribunal Constitucional Zoraida Ávalos, fiscal de la Nación Walter Gutiérrez, defensor del Pueblo Nelson Shack, contralor                                                                 | Acciones contra la pandemia de la COVID-19.                        |
| Martín Vizcarra       | 8 de abril de 2020       | Manuel Merino de Lama, presidente del Congreso José Lecaros, presidente del Poder Judicial Marianella Ledesma, presidenta del Tribunal Constitucional Zoraida Ávalos, fiscal de la Nación Walter Gutiérrez, defensor del Pueblo Nelson Shack, contralor                                                                 | Acciones contra la pandemia de la COVID-19.                        |
| Martín Vizcarra       | 15 de abril de 2020      | Manuel Merino de Lama, presidente del Congreso José Lecaros, presidente del Poder Judicial Marianella Ledesma, presidenta del Tribunal Constitucional Zoraida Ávalos, fiscal de la Nación Walter Gutiérrez, defensor del Pueblo                                                                                         | Acciones contra la pandemia de la COVID-19.                        |
| Martín Vizcarra       | 9 de julio de 2020       | Manuel Merino de Lama, presidente del Congreso José Lecaros, presidente del Poder Judicial Zoraida Ávalos, fiscal de la Nación Walter Gutiérrez, defensor del Pueblo Nelson Shack, contralor | Reformas constitucionales.                                         |
| Martín Vizcarra       | 28 de septiembre de 2020 | Manuel Merino de Lama, presidente del Congreso José Lecaros, presidente del Poder Judicial Zoraida Ávalos, fiscal de la Nación Walter Gutiérrez, defensor del Pueblo Nelson Shack, contralor | Acciones contra la pandemia de la COVID-19.                        |
| Francisco Sagasti     | 24 de noviembre de 2020  | Mirtha Vásquez, presidenta a.i. del Congreso José Lecaros, presidente del Poder Judicial Zoraida Ávalos, fiscal de la Nación Walter Gutiérrez, defensor del Pueblo |                                                                    |
| Francisco Sagasti     | 14 de diciembre de 2020  | Mirtha Vásquez, presidenta a.i. del Congreso José Lecaros, presidente del Poder Judicial Zoraida Ávalos, fiscal de la Nación Walter Gutiérrez, defensor del Pueblo |                                                                    |
| Francisco Sagasti     | 18 de enero de 2021      | Mirtha Vásquez, presidenta a.i. del Congreso Elvia Barrios, presidenta del Poder Judicial Zoraida Ávalos, fiscal de la Nación Walter Gutiérrez, defensor del Pueblo Nelson Shack, contralor Inés Tello, presidenta de la Junta Nacional de Justicia Marianella Ledesma, presidenta del Tribunal Constitucional          | Proceso de vacunación                                              |
| Francisco Sagasti     | 15 de febrero de 2021    | Mirtha Vásquez, presidenta a.i. del Congreso Elvia Barrios, presidenta del Poder Judicial Zoraida Ávalos, fiscal de la Nación Walter Gutiérrez, defensor del Pueblo Nelson Shack, contralor Inés Tello, presidenta de la Junta Nacional de Justicia Piero Corvetto, jefe de la Oficina Nacional de Procesos Electorales | Proceso de vacunación, elecciones generales                        |
| Francisco Sagasti     | 22 de marzo de 2021      | Mirtha Vásquez, presidenta a.i. del Congreso Elvia Barrios, presidenta del Poder Judicial Zoraida Ávalos, fiscal de la Nación Walter Gutiérrez, defensor del Pueblo Nelson Shack, contralor Inés Tello, presidenta de la Junta Nacional de Justicia Piero Corvetto, jefe de la Oficina Nacional de Procesos Electorales |                                                                    |
| Francisco Sagasti     | 19 de abril de 2021      | Mirtha Vásquez, presidenta a.i. del Congreso Elvia Barrios, presidenta del Poder Judicial Zoraida Ávalos, fiscal de la Nación Walter Gutiérrez, defensor del Pueblo Nelson Shack, contralor Inés Tello, presidenta de la Junta Nacional de Justicia                                                                     | Acciones contra la pandemia de la COVID-19.                        |
| Francisco Sagasti     | 28 de mayo de 2021       | Mirtha Vásquez, presidenta a.i. del Congreso Elvia Barrios, presidenta del Poder Judicial Zoraida Ávalos, fiscal de la Nación Walter Gutiérrez, defensor del Pueblo Nelson Shack, contralor Inés Tello, presidenta de la Junta Nacional de Justicia Marianella Ledesma, presidenta del Tribunal Constitucional          |                                                                    |
| Francisco Sagasti     | 15 de junio de 2021      | Mirtha Vásquez, presidenta a.i. del Congreso Elvia Barrios, presidenta del Poder Judicial Zoraida Ávalos, fiscal de la Nación Walter Gutiérrez, defensor del Pueblo Nelson Shack, contralor Inés Tello, presidenta de la Junta Nacional de Justicia Marianella Ledesma, presidenta del Tribunal Constitucional          | Elecciones generales                                               |
| Francisco Sagasti     | 21 de junio de 2021      | Mirtha Vásquez, presidenta a.i. del Congreso Elvia Barrios, presidenta del Poder Judicial Zoraida Ávalos, fiscal de la Nación Walter Gutiérrez, defensor del Pueblo Nelson Shack, contralor Inés Tello, presidenta de la Junta Nacional de Justicia                                                                     | Elecciones generales                                               |
| Francisco Sagasti     | 19 de julio de 2021      | Mirtha Vásquez, presidenta a.i. del Congreso Elvia Barrios, presidenta del Poder Judicial Zoraida Ávalos, fiscal de la Nación Walter Gutiérrez, defensor del Pueblo Nelson Shack, contralor Inés Tello, presidenta de la Junta Nacional de Justicia                                                                     | Resultados de las elecciones generales                             |